# Любанища
Любанища или Любанище или в местния говор Любанишча (на македонска литературна норма: Љубаништа) е село в Община Охрид, Северна Македония със 171 жители. Край селото се намира скалната църква „Свети Никола“.

## География
Любанища е разположено в планината Галичица на източния бряг на Охридското езеро, южно от град Охрид по пътя за манастира „Свети Наум“ и непосредствено до него. Селото е единственото село от историко-географската област Гора, което е в Северна Македония - всички останали са на територията на Албания.

## История

### Етимология
Според академик Иван Дуриданов името е първоначален патроним на -ишти < -itji от личното име Любан.

### В Османската империя
В края на 1877 година мюсюлманска банда напада Любанища и изгаря жив Атанас Божков и семейството му в къщата им.
Село Любанища е векове наред чифлик на манастира „Свети Наум“. Според Васил Кънчов („Македония. Етнография и статистика“) това е причината поради която „щат не щат“ селата Любанища и Търпейца са сред шестте села от Охридска каза предпочели върховенството на константинополския патриарх пред Българската екзархия. По данни на секретаря на екзархията Димитър Мишев („La Macédoine et sa Population Chrétienne“) в 1905 година в Любанища има 360 българи патриаршисти гъркомани.
В „Етнография на вилаетите Адрианопол, Монастир и Салоника“, издадена в Константинопол в 1878 година и отразяваща статистиката на населението от 1873 годиан Лубанища (Lubanischta) е посочено като село с 45 домакинства със 125 жители българи. Според статистиката на Васил Кънчов („Македония. Етнография и статистика“) от 1900 година селото е населявано от 350 жители, всички българи.
На Етнографската карта на Битолския вилает на Картографския институт в София от 1901 година Любанишча е чисто българско село в Охридската каза на Битолския санджак с 45 къщи.
При избухването на Балканската война в 1912 година 5 души от Любанища са доброволци в Македоно-одринското опълчение.

### В Сърбия, Югославия и Северна Македония
След Междусъюзническата война в 1913 година селото попада в Сърбия.
Според преброяването от 2002 година селото има 171 жители.
| Националност     | Всичко |
| северномакедонци | 169    |
| албанци          | 0      |
| турци            | 1      |
| роми             | 0      |
| власи            | 0      |
| сърби            | 0      |
| бошняци          | 0      |
| други            | 1      |

## Стопанство
От стари времена жителите на Любанища се препитават с риболовство и скотовъдство, условията за отглеждане на земеделски култури в землището на селото са лоши. В днешно време любанищани се препитават главно от туризъм.

## Личности
Родени в Любанища
- Иван (Иванчо) Сотиров, македоно-одрински опълченец, 31-годишен, 4 рота на 6 охридска дружина[9]

## Галерия
- Плажът на село Любанища
- Изворът на Черни Дрин